# Jollas amazonicus
Jollas amazonicus là một loài nhện trong họ Salticidae.
Loài này thuộc chi Jollas. Jollas amazonicus được María Elena Galiano miêu tả năm 1991.